# Második lateráni zsinat
A második lateráni zsinat a tizedik egyetemes zsinat, amelyet 1139. április 4. és 30. között tartottak, II. Ince pápasága idején. A zsinatot az egyházfő a korábban jelentős egyházszakadást előidéző II. Anaklét ellenpápa halála után hívta össze, az egyházat ért károk enyhítésére.

## A zsinat
A megnyitón Ince felsorolta a szakadással okozott károkat. Azonnali hatállyal megfosztotta hivatalaiktól Anaklét híveit: vissza kellett adniuk pecsétgyűrűiket, pásztorbotjaikat és palliumaikat. Bresciai Arnoldot hallgatásra kötelezték.
VII. Gergely pápa reformjait megerősítették és kánonokba rögzítették.
- Megtiltották a szerzetesek kóborlását; emellett nem szedhettek kamatot, nem folytathattak jogi vagy orvosi tanulmányokat.
- Megtiltották az íjak és a számszeríjak használatát keresztények és katolikusok ellen (29. cikkely).
- Megtiltottákt a lovagi játékokat (14. cikkely).
- Kiközösítették mindazokat, akik tagadtak néhány szentséget: az Oltáriszentséget, a gyermekkeresztséget, a házasságot és a papságot.
- A templomos lovagrendet a Szentszék kizárólagos juriszdikciója alá rendelték.

A zsinaton részt vett az egyháztörténet másik nagy alakja, Clairvaux-i Szent Bernát is.